# Miguel Gómez (beisbolista)
Miguel Ángel Gómez Martínez (nacido el 31 de mayo de 1974) es un ex lanzador de béisbol de ligas menores y del beisbol nacional e internacional.

## Carrera

### Beisbol Nacional
Miguel Gómez inició su carrera amateur en la categoría juvenil de Panamá Metro. Desde 2009 juega para el equipo de béisbol de Bocas del Toro alias en el Liga de Béisbol de Panamá, logrando cuatro finales consecutivas con ellos. En 2009 y 2010 como titular número uno del equipo, desde 2011 como cerrador principal.  En el Juego 7 de la temporada 2012, salvó el juego para Bocas del Toro, para ganar su primer título nacional en 51 años en un dramático juego de 5:50 horas.  En las Finales de 2013, en el Juego 6 fue contratado como abridor de emergencia y blanqueó a Chiriquí durante 6.2 entradas, el juego terminó 1-0 y podría ser la mejor actuación de su carrera.

### Toronto Blue Jays
Fue fichado en 1992 por la organización Toronto Blue Jays. Donde jugó con los DSL Blue Jays, con marca de 2-8 y efectividad de 7.33. En 1993, tuvo marca de 3-0 con efectividad de 3.77 para los DSL Blue Jays East, en 1994 se lesionó, luego tuvo marca de 2-0 con efectividad de 1.23 para los DSL Blue Jays en 1995. En 1996, lanzó para los Dunedin Blue Jays, con marca de 5-4 con cinco salvamentos y efectividad de 3.38 en 33 juegos como relevista. Lanzó para Dunedin y los Hagerstown Suns en 1997, con marca de 4-3 con efectividad de 4.93 para el primero y 1-1 con efectividad de 8.04 para el segundo. 1997 fue su última temporada en las ligas menores de béisbol; en general, registró un récord de 20-21 en las menores.

### Otras ligas
Jugó para los Carta Vieja Ronners de Probeis en el invierno de 2001-2002, con marca de 5-0 y efectividad de 1.12. Del 2002 al 2003 jugó para los Tigres de la Ciudad de México de la Liga Mexicana de Béisbol. En 2003, Gómez lanzó para los Brother Elephants en Taiwán, con marca de 4-3 y efectividad de 1.69. Tuvo marca de 3-3 con efectividad de 4.68 con ellos en 2004 y fue liberado después de la temporada.

## Selección nacional
Durante la Copa Mundial de Béisbol de 2001, tuvo marca de 2-0 con dos salvamentos y una efectividad de 1.23. En la Copa Intercontinental de 2002, Gómez tuvo marca de 0-1, permitiendo seis carreras limpias en 22⁄3 entradas de trabajo. Gómez lanzó en la Copa Mundial de Béisbol de 2005, con marca de 2-0 con tres salvamentos y efectividad de 0.49. Durante el Clásico Mundial de Béisbol de 2006, registró una atroz efectividad de 45.00. En los Juegos Panamericanos de 2007, Gómez permitió una carrera en 111⁄3 entradas de trabajo. Lanzó en la Copa de Béisbol de las Américas de 2008, con marca de 1-0 y efectividad de 4.26.